# Lorde
Ella Marija Lani Yelich-O'Connor (7. studenoga 1996.), poznatija po umjetničkom imenu Lorde, novozelandska je kantautorica hrvatsko-irskoga podrijetla. Njen prvi glazbeni uradak bio je EP, The Love Club, objavljen u studenom 2012., a njen prvi singl, "Royals", debitirao je na prvoj poziciji novozelandske glazbene top ljestvice.  "Royals" je također dosegao prvo mjesto na Billboard Hot 100 ljestvici u 2013. godini, čineći ju prvom novozelandskom samostalnom glazbenicom koja je imala broj jedan pjesmu u SAD-u, te najmlađom glazbenicom koja je dospjela na najvišu poziciju Billboard Hot 100 od 1987. godine. Njen debitantski album, Pure Heroine, objavljen je u rujnu 2013. godine.
Početkom 2014. godine, osvojila je dvije nagrade Grammy, za pjesmu godine i najbolji pop samostalni nastup za izvedbu pjesme, obje za pjesmu "Royals".

## Životopis

### Djetinjstvo
Ella Yelich-O'Connor je rođena 7. studenoga 1996. godine u Takapuni kao kćer građevinara irskog podrijetla, Vica O'Connora i pjesnikinje hrvatskog podrijetla Sonje Jelić, rodom iz Dalmacije. Odrastala je u obližnjem predgrađu Devonport s dvjema sestrama (Jerry i Indija Yelich-O'Connor) i s bratom (Angelo Yelich-O'Connor). S pet godina pridružila se dramskoj skupini i tako razvijala vještine javnog nastupa. Lorde je pohađala Osnovnu školu Vauxhall, a kasnije Belmont Intermediate School. Njena majka ju je poticala na čitanje mnogo knjiga, a jednom prilikom Lorde je izjavila: "Mislim da je moja mama utjecala na moj lirski stil kupujući mi knjige. Davala bi mi mješavinu brojnih knjiga s tematikom i za djecu i odrasle, ali nije bilo knjige koju nisam smjela čitati."

### Glazbena karijera
Njeno prvo glazbeno izdanje je EP The Love Club, ep sadrži pet pjesama, izdan je 2012. godine, na službenoj novozelandskoj i australskoj ljestvici prodaje albuma dospio je na visoku drugu poziciju.
Uspješnica "Royals" otvara joj vrata planetarne popularnosti. Pjesma je izašla u lipnju 2013. godine kao prvi singl njenog prvog studijskog albuma Pure Heroine koji je izdan nekoliko mjeseci kasnije. "Royals" je njen najveći hit karijere, pjesme je dospjela na čelne pozicije top ljestvica diljem svijete uključujući i onu europsku, britansku, belgijsku, irsku, kanadsku, ali i američki Billboard Hot 100 na čijem je vrhu provela čak 9 uzastopnih tjedana. "Royals" je dosad prodana u više od 11 milijuna digitalnih primjeraka, najveću prodaju imala je u Americi gdje je stekla cijenjenu Diamond certifikaciju prešavši prodanih 10 milijuna primjeraka. 
Debitantski album Pure Heroine također je postigao uspjeh, bio je broj jedan na novozelandskoj i australskoj ljestvici prodaje albuma te broj tri na američkoj Billboard 200 ljestvici. Do danas je prodan u više od 4 milijuna primjeraka i njezin je najprodavaniji album. Osim pjesme "Royals" s albuma su izdana još tri singla "Tennis Court", "Team" i "Glory and Gore". Od kojih je "Team" postao svjetski hit, osobito uspješan u SAD-u gdje je dospio na šesto mjesto Billboard Hot 100 ljestvice. 
Album Pure Heroine bio je nominiran kao najbolji pop vokalni album na 56. Grammy nagradama 2014. godine, a pjesma "Royals" na istoj je dodijeli osvojila nagradu za pjesmu godine te najbolji pop samostalni nastup.
Godine 2014. uređuje i producira soundtrack album za film Igre gladi: Šojka rugalica 1. dio. Album izlazi u studenom iste godine, a Lorde je izvođač njegovog glavnog singla "Yellow Flicker Beat". Pjesma se izdvojila kao najuspješnija s albuma te je dobila pohvale kritike.
Krajem 2015. izlazi pjesma "Magnets" britanskog elektroničkog dua Disclosure, Lorde na pjesmi gostuje kao vokalni izvođač te piše tekst. 
Nakon više od tri godine studijske pauze, u ožujku 2017. godine izlazi pjesma "Green Light" kao najavni singl njenog drugog studijskog albuma Melodrama. Lorde je album opisala kao "nešto ozbiljnije" te kao odmak od tinejdžerskog svijeta o kojemu je pisala na prvom albumu, prema The New York Times tema albuma je borba s usamljenošću sa kojom se Lorde suočila nakon raskida dugogodišnje ljubavne veze. 
Singl "Green Light" postigao je komercijalni uspjeh debitiravši na broju 19 američke Billboard Hot 100 liste. Album je također najavila balada "Liability". Konačni izlazak albuma Melodrama dogodio se 16. lipnja 2017. godine, kasnije od predviđenog. Album je debitirao na čelnoj pozicije američke Billboard 200 ljestvice prodaje, čime je postao njezin prvi "broj jedan" album u SAD-u. Odmah po izlasku, album je sakupio odlične ocjene kritičara, što je utjecalo i na dobru prodaju te nominaciju u kategoriji Album godine na 60. Grammy nagradama održanim 2018. godine. Melodrama se često navodi kao njezino najbolje glazbeno izdanje, album je stekao vjernu bazu fanova i smatra se jednim od najboljih pop albuma svih vremena.
Svoj treći studijski album naziva Solar Power Lorde je najavila putem svoje web stranice u lipnju 2021. godine, kada je izašao i vodeći singl  istoimenog naziva. Solar Power predstavlja veliku stilsku promjenu u njezinoj glazbi jer se za razliku od prethodnih albuma potpuno odmakao od maksimalističke elektropop produkcije.
Na albumu vlada intimnija atmosfera koja je postignuta minimalnim akustičnim folk melodijama koje je Lorde stvarala u suradnji sa producentom Jack Antonoff-om. Album slavi ljeto i energiju Sunca, dotiče se tema klimatskih promjena i budućnosti čovječanstva, ali i duševnog mira kojeg je glazbenica pronašla u odnosu sa prirodom i svojim korijenima. Lorde je album opisala kao umirujući "weed album". Iako je album debitirao na visokoj petoj poziciji američke Billboard 200 ljestvice, kao i na drugom mjestu britanske ljestvice prodaje, u konačnici predstavlja komercijalni i kritički pad u karijeri ove glazbenice. 
U sklopu promocije albuma Lorde je u travnju 2022. krenula na svoju treću svjetsku turneju Solar Power Tour, kojom je obišla i Hrvatsku kada je dva dana za redom, 18. i 19. lipnja, održala koncerte na Tvrđavi Sv. Mihovila u Šibeniku.

## Nagrade i priznanja
Lorde je 2014. godine dobila nagradu Grammy za pjesmu "Royals" u dvije kategorije: najbolja pop solo izvedba i pjesma godine. Na istoj je dodjeli njezin debitantski album Pure Heroine bio nominiran kao najbolji pop vokalni album, a "Royals" je osvojila i nominaciju za snimku godine.
Pjesmu "Royals" su mnogi glazbeni kritičari okarakterizirali kao najbolji hit 2013. godine, prestižni časopisi poput Billboard, NME, The Huffington Post i Time uvrstili su je među 10 najboljih pjesama iz te godine. Američki časopis Rolling Stone je 2021. obnovio svoju kultnu listu 500 Najboljih pjesama svih vremena i uvrstio "Royals" na visoko 30. mjesto što je čini najnovijom pjesmom među prvih 50 pozicija liste.
Album Melodrama osigurao joj je poziciju jedne od najperspektivnijih i najutjecajnijih mladih izvođača današnjice. Album se smatra jednim od najboljih glazbenih djela prošlog desetljeća, časopisi Pitchfork, Rolling Stone, Insider, NME, Stereogum, Consequence of Sound i Entertainment Weekly istaknuli su Melodramu kao ključno djelo 2010-tih uvrstivši je na svoje liste najboljih albuma desetljeća. Rolling Stone je u obnovi svoje kultne liste 500 Najboljih albuma svih vremena 2020. godine proglasio Melodramu za 460. najbolji album svih vremena. Melodrama je također bila nominirana kao Album godine na Grammy nagradama 2018. godine gdje je slovila za favorita, no prestižna nagrada je na kraju ipak otišla u ruke glazbeniku Bruno Marsu i njegovom albumu 24K Magic. 
Široka priznanja i pohvale ostvario je i vodeći singl albuma, pjesma "Green Light" koju je većina najvećih glazbenih časopisa i profesionalnih kritičara uvrstila među najbolje pjesme 2017. godine, ali i cijelog desetljeća.

## Diskografija
Studijski albumi
- Pure Heroine (2013.)
- Melodrama (2017.)
- Solar Power (2021.)
- Virgin (2025.)

EP
- The Love Club (2012.)

Koncertne turneje
- Pure Heroine Tour (2013. – 2014.)
- Melodrama World Tour (2017. – 2018.)
- Solar Power Tour (2022. - 2023.)

## Vanjske poveznice
- Službena web stranica
- Lorde na Facebooku
- Lorde na Twitteru
- Lorde na Vevu
- Lorde na YouTubeu
- Lorde na SoundCloudu